# Саша Лукић
Саша Лукић (Шабац, 13. августа 1996) је српски фудбалер који тренутно наступа за Фулам.

## Приватни живот
Саша Лукић рођен је 13. августа 1996. године у селу Варна код Шапца.

## Клупска каријера
У августу 2009. године дошао је у Партизан. Први професионални уговор са клубом потписао је 2013. године на свој седамнаести рођендан. Уговор је потписан на три године. Да би играо више утакмица и стекао искуство позајмљен је у Партизанову филијалу Телеоптик. За Телеоптик је у сезони 2013/14 одиграо 23 утакмице и постигао три гола, али клуб није успео да избегне испадање из Друге лиге.
Лукић је 16. маја 2015. године имао свој деби за Партизан против Новог Пазара који је завршен резултатом 1-1. Постигао је свој први званичан гол за Партизан 8. августа у последњим минутима у победи од 2-1 над Спартаком из Суботице.
Свој први меч у групној фази Лиге Европе одиграо је 22. октобра против Атлетика. Са Партизаном је освојио првенство 2014/15. и куп 2015/16.
Лукић је 29. јула 2016. године потписао уговор са италијанским Торином. Дебитовао је у Серији А 17. октобра у победи од 4:1 против Палерма. Након сезоне у којој је био повремени првотимац Лукић је 16. августа 2017. године отишао у редове шпанског прволигаша Левантеа на једногодишњу позајмицу са жељом да има већу минутажу него што би то био случај у Торину.

## Голови за репрезентацију
Ажурирано 24. септембра 2022.
| #  | Датум               | Место           | Противник | Гол   | Резултат | Такмичење            |
| -- | ------------------- | --------------- | --------- | ----- | -------- | -------------------- |
| 1. | 11. новембар 2021.  | Београд, Србија | Катар     | 1 : 0 | 4 : 0    | Пријатељска утакмица |
| 2. | 24. септембар 2022. | Београд, Србија | Шведска   | 4 : 1 | 4 : 1    | Лига нација          |

## Трофеји

### Партизан
- Првенство Србије (1) : 2014/15.
- Куп Србије (1) : 2015/16.